# John Dennis (Dramatiker)
John Dennis (* 1657 in London; † 6. Januar 1734) war ein englischer Dramatiker und Kritiker.
John Dennis studierte auf der Harrow School in London, und auf dem Gonville and Caius College in Cambridge, wo er 1679 seinen Abschluss (Bachelor of Arts) machte.
Er unternahm viele Studienreisen nach Frankreich und Italien, worauf er sich der Literatur, besonders der Dramatik widmete. 
Als er Joseph Addisons (Cato, 1713) und Alexander Popes (The Rape of the Lock, 1712) bemängelte, erwarb er sich einen Platz in Alexander Popes Werk (The Dunciad, 1728), eine gnadenlose Abrechnung an Popes Kritikern. 
Außerdem wurde Dennis Gegenstand einer sarkastischen Abhandlung, welche Pope gemeinsam mit Jonathan Swift herausgab. 
Als Dennis finanzielle Probleme hatte, verhalf ihn John Churchill, 1. Duke of Marlborough eine Stelle, als Kellner der Königin Maria II. 
Auch bekam er eine kleine jährliche Rente von Robert Walpole. 
Am 18. Dezember 1733, wurde für Dennis von der Verwaltung des Haymarket-Theaters ein Benefiz veranstaltet, für das sein früherer Gegner Alexander Pope den Prolog schrieb. 
Seine Werke erschienen gesammelt in London 1697–1720, seine Select works (London 1718, 2 Bde.)
| Personendaten    | Personendaten                      |
| ---------------- | ---------------------------------- |
| NAME             | Dennis, John                       |
| KURZBESCHREIBUNG | englischer Dramatiker und Kritiker |
| GEBURTSDATUM     | 1657                               |
| GEBURTSORT       | London                             |
| STERBEDATUM      | 6. Januar 1734                     |